# تپه درآبادی
تپه درآبادی مربوط به مس و سنگ است و در شهرستان صحنه، بخش مرکزی، روستای شاهسوند واقع شده و این اثر در تاریخ ۱۸ خرداد ۱۳۸۴ با شمارهٔ ثبت ۱۱۸۴۶ به‌عنوان یکی از آثار ملی ایران به ثبت رسیده است.